# Guellal
Guellal (em árabe: ڨلال), anteriormente Guellal Boutaleb, é uma comuna localizada na província de Sétif, Argélia. Sua população estimada em 2008 era de 21 385 habitantes.